# Alocasia
Alocasia is een geslacht uit de aronskelkfamilie (Araceae). Het geslacht telt negenenzeventig soorten die voorkomen van tropisch en subtropisch Azië tot in Oost-Australië. 

## Soorten
- Alocasia acuminata Schott
- Alocasia aequiloba N.E.Br.
- Alocasia alba Schott
- Alocasia arifolia Hallier f.
- Alocasia atropurpurea Engl.
- Alocasia augustiana L.Linden & Rodigas
- Alocasia baginda Kurniawan & P.C.Boyce
- Alocasia balgooyi A.Hay
- Alocasia beccarii Engl.
- Alocasia boa A.Hay
- Alocasia boyceana A.Hay
- Alocasia brancifolia (Schott) A.Hay
- Alocasia brisbanensis (F.M.Bailey) Domin
- Alocasia cadieri Chantrier
- Alocasia celebica Engl. ex Koord
- Alocasia clypeolata A.Hay
- Alocasia cucullata (Lour.) G.Don in R.Sweet
- Alocasia culionensis Engl.
- Alocasia cuprea K.Koch
- Alocasia decipiens Schott
- Alocasia decumbens  Buchet
- Alocasia devansayana (L.Linden & Rodigas) Engl.
- Alocasia fallax Schott
- Alocasia flabellifera A.Hay
- Alocasia flemingiana Yuzammi & A.Hay
- Alocasia fornicata (Roxb.) Schott
- Alocasia gageana Engl. & K.Krause in H.G.A.Engler
- Alocasia grata Prain ex Engl. & Krause in H.G.A.Engler
- Alocasia hainaica N.E.Br.
- Alocasia heterophylla (C.Presl) Merr.
- Alocasia hollrungii Engl.
- Alocasia hypnosa J.T.Yin, Y.H.Wang & Z.F.Xu
- Alocasia hypoleuca P.C.Boyce
- Alocasia infernalis P.C.Boyce
- Alocasia inornata Hallier f.
- Alocasia jiewhoei V.D.Nguyen
- Alocasia kerinciensis A.Hay
- Alocasia lancifolia Engl.
- Alocasia lauterbachiana (Engl.) A.Hay
- Alocasia lecomtei Engl.
- Alocasia longiloba Miq.
- Alocasia macrorrhizos (L.) G.Don in R.Sweet
- Alocasia megawatiae Yuzammi & A.Hay
- Alocasia maquilingensis Merr.
- Alocasia melo A.Hay
- Alocasia micholitziana Sander
- Alocasia minuscula A.Hay
- Alocasia monticola A.Hay
- Alocasia navicularis (K.Koch & C.D.Bouché) K.Koch & C.D.Bouché
- Alocasia nebula A.Hay
- Alocasia nicolsonii A.Hay
- Alocasia nycteris Medecilo, G.C.Yao & Madulid
- Alocasia odora (Lindl.) K.Koch
- Alocasia pangeran A.Hay
- Alocasia peltata M.Hotta
- Alocasia perakensis Hemsl.
- Alocasia portei Schott
- Alocasia princeps W.Bull
- Alocasia principiculus A.Hay
- Alocasia puber (Hassk.) Schott
- Alocasia puteri A.Hay
- Alocasia pyrospatha A.Hay
- Alocasia ramosii A.Hay
- Alocasia reginae N.E.Br.
- Alocasia reginula A.Hay
- Alocasia reversa N.E.Br.
- Alocasia ridleyi A.Hay
- Alocasia robusta M.Hotta
- Alocasia sanderiana W.Bull
- Alocasia sarawakensis M.Hotta
- Alocasia scabriuscula N.E.Br.
- Alocasia scalprum A.Hay
- Alocasia simonsiana A.Hay
- Alocasia sinuata N.E.Br.
- Alocasia suhirmaniana Yuzammi & A.Hay
- Alocasia venusta A.Hay
- Alocasia vietnamensis V.D.Nguyen
- Alocasia wentii Engl. & K.Krause
- Alocasia wongii A.Hay
- Alocasia zebrina Schott ex Van Houtte

... · 
Aglaonema · 
Alocasia · 
Amorphophallus · 
Anthurium · 
Arum (Aronskelk) · 
Caladium · 
Calla · 
Culcasia · 
Dieffenbachia · 
Dracunculus · 
Epipremnum · 
Gymnostachys · 
Helicodiceros · 
Lemna (Eendenkroos) · 
Monstera · 
Philodendron · 
Pistia · 
Scindapsus · 
Spathiphyllum (Lepelplant) · 
Spirodela · 
Wolffia · 
...